# Jürgen Kerber (Fußballtrainer)
Jürgen Kerber (* 21. September 1985) ist ein ehemaliger österreichischer Fußballspieler und nunmehriger -trainer.

## Karriere

### Als Spieler
Kerber begann seine Karriere beim FC Viktoria 62 Bregenz. Zur Saison 1995/96 wechselte er in die Jugend des FC Dornbirn 1913. Zur Saison 2001/02 schloss er sich dem VfB Hohenems an. Im Mai 2002 debütierte er für die erste Mannschaft der Vorarlberger in der Regionalliga. Nach sechs Regionalligaeinsätzen wechselte er im Jänner 2003 eine Liga tiefer zu seinem Jugendklub Dornbirn, mit dem er 2004 in die Regionalliga aufstieg. In der Saison 2004/05 kam er dann zu 20 Einsätzen für die Rothosen in der dritthöchsten Spielklasse.
Zur Saison 2005/06 wechselte Kerber zurück zum Ligakonkurrenten Hohenems, ehe er nach acht Einsätzen für den VfB im Jänner 2006 abermals nach Dornbirn wechselte. Nach 15 weiteren Einsätzen in der Regionalliga schloss er sich zur Saison 2007/08 dem niederösterreichischen FC Purkersdorf an. Zur Saison 2008/09 wechselte er zum sechstklassigen SC Mauerbach, für den er elfmal in der Gebietsliga spielte. Im Jänner 2009 zog er weiter zum achtklassigen USC Muckendorf, bei dem er nach einer Partie seine Karriere 23-jährig beendete.

### Als Trainer
Zur Saison 2010/11 begann Kerber als Jugendtrainer beim SK Rapid Wien zu arbeiten. Im März 2019 übernahm er die U-18-Mannschaft der Akademie als Cheftrainer. Parallel dazu war er in der Saison 2020/21 Co-Trainer von Franz Maresch bei der zweiten Mannschaft von Rapid.
Im November 2023 wurde er als Nachfolger von Stefan Kulovits Cheftrainer der Rapid-Amateure. Nachdem er Rapid II als Tabellenzweiten übernommen hatte, führte er das Team bis zum Ende der Saison 2023/24 zum Meistertitel in der Regionalliga Ost und stieg mit den Jung-Rapidlern in die 2. Liga auf.